# IC 774
IC 774 је елиптична галаксија у сазвјежђу Дјевица која се налази на листи објеката дубоког неба у Индекс каталогу.
Деклинација објекта је - 6° 45' 57" а ректасцензија 12h 18m 51,2s. Привидна величина (магнитуда) објекта IC 774 износи 14,7 а фотографска магнитуда 15,7. IC 774 је још познат и под ознакама NPM1G -06.0376, PGC 157582.